# كرايكتونصورس
كرايكتونصورس (بالإنجليزية: Crichtonsaurus)‏ (بمعنى "سحلية كريشتون") هو جنس من الديناصورات العاشبة من فصيلة الأنكايلوصوريد التي عاشت خلال أواخر العصر الطباشيري فيما يُعرف الآن بالصين. وقد سُمي على اسم مايكل كريشتون، مؤلف رواية الديناصورات حديقة جراسيك.

## التاريخ

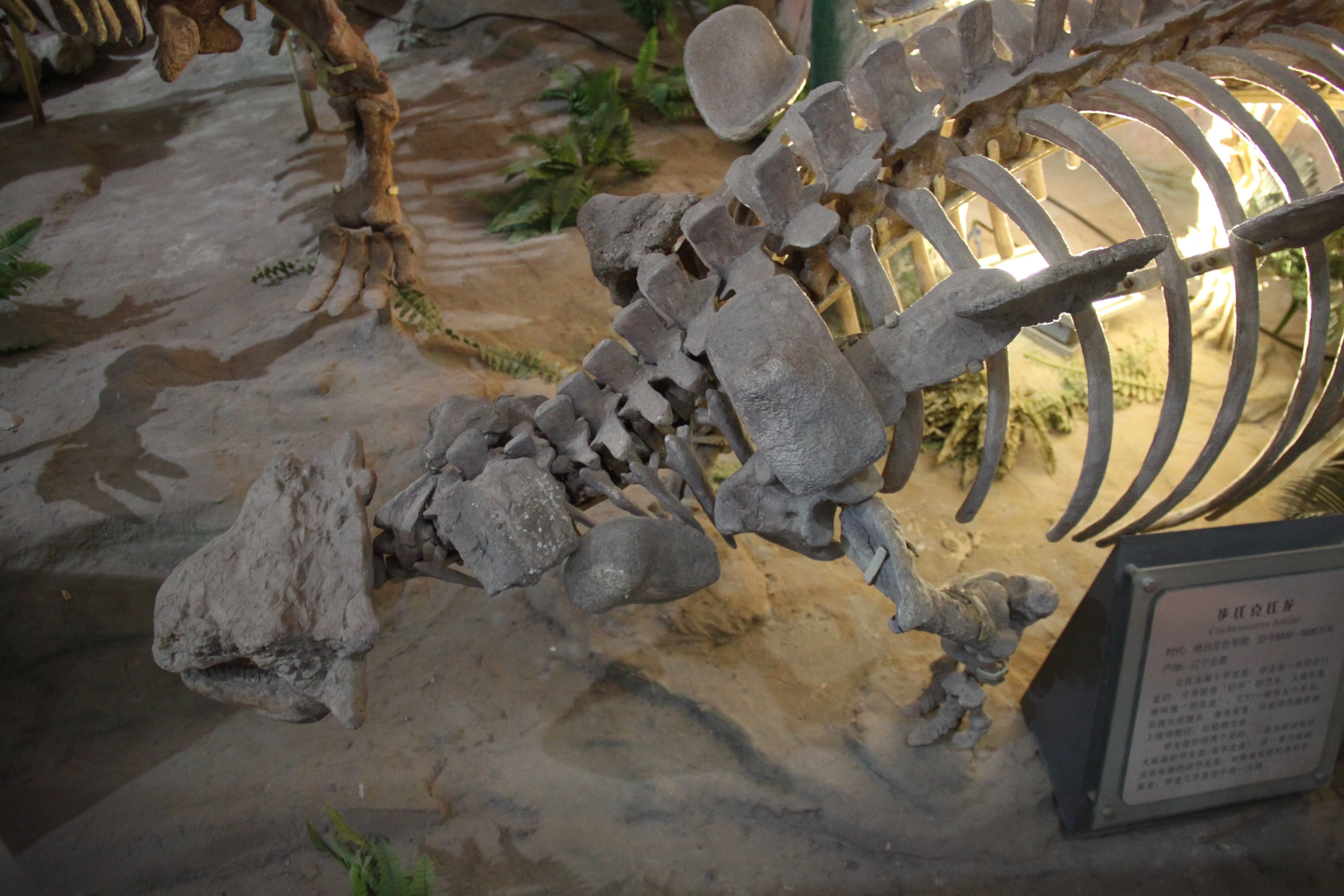
واجهة الهيكل العظمي المعاد تكوينه

تم اكتشاف أول حفريات من هذا الجنس في عام 1999 في تكوين سونجياوان. وقد أطلق عليه اسم ووصفه دونغ زينينام من معهد علم الحفريات الفقارية وعلم الإنسان القديم التابع للأكاديمية الصينية للعلوم في عام 2002. النوع النمطي هو كرايتونسورس بوهليني. الاسم العام تكريمًا لمايكل كريشتون، المؤلف الأمريكي. الاسم المحدد تكريمًا لـ بيرجر بوهلين، عالم الحفريات السويدي الذي شارك خلال ثلاثينيات القرن العشرين في العديد من البعثات الحفرية إلى الصين. وصف العديد من الأنكيلوصورات الصينية. بالإضافة إلى عمله على الديناصورات والثدييات ما قبل التاريخ، كان بوهليني جزءًا من المجموعة التي أسست وجود رجل بكين. 
تم العثور على النمط الأولي في طبقة من تكوين سنجياوان. يتكون من فك سفلي أيسر بثلاث أسنان محفوظة. بالإضافة إلى ذلك، تمت إحالة عينتين: (بالرمز: IVPP V12746)، تتكون من فقرتين في الرقبة وفقرة في الظهر؛ ولي بي ام 101، هيكل عظمي جزئي خلف الجمجمة يتضمن أربع فقرات عجزية وسبع فقرات ذيل. ولوح كتف وعظم غرابي وعظم العضد وعظم الفخذ وعظام القدم ونصف حلقة عنقية وجلد عظمي. في عام 2014، أشارت فيكتوريا أربور إلى أنه لا يمكن تبرير إحالة العينات الإضافية بسبب نقص المواد المتداخلة. كما فشلت في العثور على أي سمات فريدة في النمط الأولي نفسه، وخلصت إلى أن كرايتونسورس بوهليني كان اسمًا مشكوكًا فيه.  
اعتبارًا من عام 2014، أصبح كرايكتونصورس بوهليني واحدًا من أربعة أنواع معروفة من أنكيلوصور في مقاطعة لياونينغ. 

## الوصف
كانت عينة كرايتونصور، وهي رباعية الأرجل أرضية، في وضع القرفصاء، كما يظهر في الطول القصير لعظام العضد وعظم الفخذ.  وفي عام 2010، قدر جريجوري بول طول جسم عينات كرايتونسورس بوهليني بـ 3.5 متر، ووزنها بالنصف. طن. باعتباره عضوًا في رتبة طيريات الطيور، كان لهذا النوع حوض مواجه للخلف، مشابه لحوض الطيور. يصف دونغ الشقوق القريبة من قاعدة أسنان هذا النوع، وهو جنس مدرع الديناصورات، ولكن من غير المعروف ما إذا كانت هذه الأنواع تمتلك هراوة ذيل، والتي ربما كانت ميزة حصرية للفصيلة الفرعية الأنكيلوصورينات. 